# Synové Moghovi
Synové Moghovi (v anglickém originále Sons of Mogh) je patnáctá epizoda čtvrté sezóny seriálu Star Trek: Stanice Deep Space Nine.

## Příběh
Na stanici přilétá Worfův bratr Kurn, byl po událostech v epizodě Cesta válečníka vyloučen z Vysoké rady, zabavili mu lodě i půdu a ztratil svou čest. Po Worfovi chce, aby ho rituálně zavraždil.
Worf uzná argumenty svého bratra a skutečně ho zabije, jenže Jadzia a Odo vpadnou do Worfovy kajuty hned vzápětí a transportují ho na ošetřovnu, kde mu doktor Bashir zachrání život. Kurn se tedy stane členem bezpečnostního týmu na stanici Deep Space Nine, v akci se ale odmítne bránit v naději, že bude zabit a je znovu postřelen. Mezitím má Benjamin Sisko problémy s klingonskou lodí, která oficiálně u červí díry provádí cvičení. Pošle tedy na místo Defiant, který zde zachytí explozi a následně pomůže odtáhnout na stanici poškozený klingonský křižník. Podle Worfa klingoni rozmístili u červí díry miny; spolu s Kurnem se převlečou za klingonské důstojníky, transportují se na palubu a získají aktivační kódy min. Defiant jich následně několik odpálí a tím vyžene všechny klingonské lodě zpátky do své říše.
Worf nakonec přijde s jediným možným řešením: vymaže Kurnovi paměť a změní jeho vzhled. Stane se z něj Rodek, syn Noggrův, který byl přítelem Worfova otce. Při odchodu z ošetřovny se Rodek/Kurn Worfa zeptá, jestli je členem jeho rodiny, na což Worf odpoví „Já nemám rodinu“.